# Mandovszky Manfréd
Mandovszky Manfréd Frigyes (Oderberg, 1869 – Budapest, 1946. május 30.) magyar újságíró, lapszerkesztő. Mandovszky Richárd hírlapíró testvére.

## Élete
Mandovszky Sándor (1838–1881) a poroszországi Hultschinből származó ügynök és Englisch Berta (1841–1914) fia. Évtizedeken keresztül vidéki és külföldi lapok budapesti tudósítója volt, majd 1917 novemberétől a kormányok félhivatalos lapjának, a Magyar Tudósítónak lett a főszerkesztője. Ő adta ki 1919-ben a Wekerle-kormány megbízásából a Háborús hivatalos jelentések című kötetet.

## Magánélete
Házastársa Stefanek Erzsébet volt. Fia Mandovszky Ernő (1903–?) újságíró. A mérnöki oklevél elnyerése után újságíró lett. 1927-től kezdve a Berliner Tageblatt belmunkatársa volt.